# Ács György
Ács György (Dunaszerdahely, 1923. augusztus 14. – Arlington, Virginia, 2013. július 31.) magyar-amerikai biokémikus, a Magyar Tudományos Akadémia külső tagja.

## Élete
A SOTE-n az Orvosi Vegytani Intézeten kezdett el kutatni, de 1956-ban Amerikába ment, és a New York-i Mount Sinai Biokémiai Intézetének lett a professzora. 1990-től a Magyar Tudományos Akadémia külső tagja. Két amerikai szövetség és két társaság tagja, valamint a SOTE díszdoktora. Kutatási területe a biokémia, molekuláris biológia. Élete utolsó éveiben professor emeritusszá avatták.

## Díjai
- Hetényi-emlékérem